# 7594 Shotaro
7594 Shotaro eller 1993 BH2 är en asteroid i huvudbältet som upptäcktes den 19 januari 1993 av den japanska astronomen Tsutomu Seki vid Geisei-observatoriet. Den är uppkallad efter Shotaro Miyamoto.